# Гевко Петро Васильович
Петро Васильович Гевко (нар. 11 грудня 1929, село Біла, тепер Чортківського району Тернопільської області — ?) — український радянський діяч, новатор виробництва, токар Білобожницької РТС Білобожницького (Чортківського) району Тернопільської області. Депутат Верховної Ради УРСР 5-го скликання.

## Біографія
Народився у бідній селянській родині. Трудову діяльність розпочав у шістнадцятирічному віці учнем токаря паровозного депо станції Чортків Тернопільської області. Потім три роки служив у Радянській армії. Після демобілізації повернувся у залізничне депо.
До 1953 року — токар паровозного депо станції Чортків Львівської залізниці.
У 1953—1958 роках — токар Білобожницької машинно-тракторної станції (МТС) Білобожницького (тепер — Чортківського) району Тернопільської області.
З 1958 року — токар Косівської (Білобожницької) ремонтно-технічної станції (РТС) Білобожницького (тепер — Чортківського) району Тернопільської області. 
Потім — на пенсії у селі Улашківці Чортківського району Тернопільської області.

## Нагороди
- орден «Знак Пошани» (26.02.1958)
- медалі